# Skoki do wody na Letnich Igrzyskach Olimpijskich 1948 – skoki standardowe z wieży kobiet
Konkurs skoków do wody z 10 m wieży kobiet podczas Letnich Igrzysk Olimpijskich 1948 rozegrany został 6 sierpnia 1948 r. Zawody odbyły się w Wembley Arena. Wystartowało 15 zawodniczek z 9 krajów.

## Wyniki
Każda z zawodniczek oddawała 6 skoków: 4 obowiązkowe i 2 dowolne.
| Pozycja | Zawodniczka                  | Kraj              | Wynik |
| ------- | ---------------------------- | ----------------- | ----- |
| złoto   | Vicki Draves                 | Stany Zjednoczone | 68,87 |
| srebro  | Patricia Elsener             | Stany Zjednoczone | 66,28 |
| brąz    | Birte Christoffersen         | Dania             | 66,04 |
| 4.      | Alma Staudinger              | Austria           | 64,59 |
| 5.      | Juno Stover-Irwin            | Stany Zjednoczone | 62,63 |
| 6.      | Nicole Péllissard-Darrigrand | Francja           | 61,07 |
| 7.      | Eva Petersén                 | Szwecja           | 59,86 |
| 8.      | Inge Beeken                  | Dania             | 59,54 |
| 9.      | Irén Zságot                  | Węgry             | 56,62 |
| 10.     | Margaret Bisbrown            | Wielka Brytania   | 53,95 |
| 11.     | Denise Newman                | Wielka Brytania   | 53,50 |
| 12.     | Maire Hider                  | Wielka Brytania   | 52,31 |
| 13.     | Inger Nordbo                 | Norwegia          | 51,55 |
| 14.     | Rosa Gutiérrez               | Meksyk            | 41,88 |
| -       | Gudrun Grömer                | Austria           | DNF   |